# Aeroportul Municipal Tucumcari
Aeroportul Municipal Tucumcari (IATA: TCC, ICAO: KTCC, FAA LID: TCC) este un aeroport din New Mexico, Statele Unite ale Americii.
Situat la o altitudine de 1.239 m, aeroportul dispune de 2 piste.

## Infrastructură

### Piste
Aeroportul dispune de 2 piste. Pista 03/21 are suprafața de asfalt și dimensiunile 7.104 picioare × 100 picioare. Pista 08/26 are suprafața de asfalt și dimensiunile 4.600 picioare × 60 picioare. 